# Jerzy Radziwiłł
Jerzy Radziwiłł (Łukiszki, 31 de maio de 1556 - Roma, 21 de janeiro de 1600) foi um cardeal do século XVII.

## Biografia
Nasceu em Łukiszki em 31 de maio de 1556. Filho de Mikolaj VI "Czarny" Radziwiłł, voivoda de Vilna, grão-chanceler da Lituânia, príncipe do Sacro Império Romano, e Elżbieta Szydlowiecka. Tio de Anna Krystyna Radziwiłł (1598-1657), freira beneditina em Nieśwień. Ele também está listado como Jurgis Radvila. Ele era conde de Olykos e Nesvyziaus.
Educado por tutores protestantes em Vilnius e Nieswiez; mais tarde, também estudou na Universidade de Leipzig, 1570-1572; e no Collegio Romano, Roma, 1575-1576.
Perdeu os pais aos doze anos e depois se converteu ao catolicismo do protestantismo, no qual havia nascido. Entrou no estado eclesiástico. Devido à idade avançada, o bispo Valerijono Protaseviciaus de Vilnius o solicitou como coadjutor. Tanto Stefan Bathóry, rei da Polônia, quanto o papa Gregório XIII consentiram, mas este último estipulou que ele deveria ir a Roma continuar seus estudos e solidificar sua fé católica. Jerzy foi para Roma com um irmão mais novo que também havia abjurado do protestantismo. Eles foram colocados sob a direção do padre Achille Gagliardi, SJ, e viveram na vila do Papa Júlio III. Em 1578, visitou o santuário de Santiago de Compostela, na Espanha, como peregrino.
Eleito bispo coadjutor de Vilnius, em 17 de dezembro de 1574. Transferido para a sé de Vilnius, em 31 de dezembro de 1579. Empossado em 2 de agosto de 1581. Recebeu a dispensa papal por ainda não ter atingido a idade canônica, em 20 de outubro de 1581.
Ordenado em 10 de abril de 1583, Ryga, por Cyprian Wiliński, bispo auxiliar de Vilnius. Consagrado bispo em 26 de dezembro de 1583, na Catedral de Vilnius, por Alberto Cardeal Bolognetti, núncio na Polônia, assistido por Melchior Giedroyc, bispo de Zmudz (Samogitia), e por Cyprian Wiliński, OP, bispo auxiliar de Vilnius. Ele trabalhou incansavelmente para erradicar a heresia de sua diocese. Administrador de Inflant, 1583-1586.
Criado cardeal-presbítero no consistório de 12 de dezembro de 1583. Recebeu o barrete vermelho, juntamente com o Núncio Bolognetti, Vilnius, em 4 de abril de 1584. Não participou do conclave de 1585, que elegeu o Papa Sisto V. Recebeu o barrete vermelho e o título de S. Sisto, 14 de julho de 1586. Não participou dos conclaves de setembro de 1590, que elegeu o Papa Urbano VII, nem do outono de 1590, que elegeu o papa Gregório XIV. Transferido para a sé de Cracóvia, Polônia, em 9 de agosto de 1591; inaugurado, per procuram, 6 de setembro de 1591; pessoalmente, em 25 de maio de 1592 na Catedral de Wawel. Participou dos conclaves de 1591, que elegeu o Papa Inocêncio IX, e de 1592, que elegeu o Papa Clemente VIII. Em 14 de fevereiro de 1592, foi nomeado legado a latere perante o rei Sigismundo da Polônia e o imperador Rodolfo para estabelecer a paz entre eles, o que foi alcançado com o casamento do rei com a filha do arquiduque Carlos da Áustria, celebrado pelo cardeal; recebeu a cruz legatina, em 16 de fevereiro de 1592. Peregrino, a pé, a Santiago de Compostela, em 1595. Cinco anos depois, no ano jubilar de 1600, viajou a Roma para obter a Santa Indulgência. Foi surpreendido por uma doença inesperada, atribuída por alguns a um potente veneno dos hereges; ele foi visitado um dia antes de sua morte pelo Papa Clemente VIII.
Morreu em Roma em 21 de janeiro de 1600. O funeral foi presidido pelo Cardeal Roberto Bellarmino, SJ. Sepultado em frente à capela de S. Francesco d'Assisi na Igreja de Gesù, Roma.